# Thomas Albrich
Thomas Albrich (* 1956 in Dornbirn) ist ein österreichischer Historiker. Von 2002 bis 2018 lehrte er als außerordentlicher Universitätsprofessor am Institut für Zeitgeschichte der Universität Innsbruck.

## Leben
Albrich studierte Geschichte, Anglistik und Amerikanistik an der Universität Innsbruck. Im Jahr 1983 schloss er sein Doktoratsstudium ab, im Jahr darauf absolvierte er die Lehramtsprüfung. Noch während seines Studiums war er Forschungsassistent an der Wiener Library in London. Ab 1986 wirkte Albrich zunächst als Assistent, ab 1993 als Assistenzprofessor am Institut für Zeitgeschichte in Innsbruck. Im Jahr 2001 habilitierte er sich und erhielt die venia legendi für die Geschichte der Neuzeit und die Zeitgeschichte. Im selben Jahr wurde er zum außerordentlichen Universitätsprofessor ernannt.
Zudem hielt er zahlreiche Fellowships und Gastprofessuren. Unter anderem lehrte Albrich an der Universität Tel Aviv, an der University of Alberta und an der University of New Orleans. Als Fellow und Gastwissenschaftler forschte er am Institut für die Wissenschaften vom Menschen, an den American Jewish Archives in Cincinnati, am YIVO und an der Columbia University.

## Schaffen
Albrich gilt als Spezialist für die jüdische Geschichte, insbesondere der jüdischen Geschichte im Alpenraum seit 1700 sowie der Geschichte der jüdischen Displaced Persons nach 1945. Darüber hinaus hat er zu zahlreichen Aspekten des Holocaust und des Nationalsozialismus geforscht und publiziert. So etwa zum Sozialprofil früher Nationalsozialisten, zur Tätergeschichte und zum Novemberpogrom sowie zur Nachkriegsjustiz.
Seine weiteren Forschungen und Veröffentlichungen umfassen ein breites Themenspektrum, darunter Studien zum 19. Jahrhundert und in jüngerer Zeit auch zum Luftkrieg im Zweiten Weltkrieg und zu den k.u.k. Luftfahrtruppen.

## Auszeichnungen
- 1984 Ludwig-Jedlicka-Gedächtnispreis
- 1994 Innovationspreis der Tiroler Sparkasse
- 1996 Loewenstein-Weiner Fellow of the American Jewish Archives
- 2020 Ludwig Steiner Medaille der ÖVP Kameradschaft der politisch Verfolgten und Bekenner für Österreich

## Werke
- Exodus durch Österreich. Die jüdischen Flüchtlinge 1945–1948. Haymon Verlag, Innsbruck 1987, ISBN 978-3-85218-031-1.
- mit Arno Gisinger: Im Bombenkrieg, Tirol und Vorarlberg, 1943–1945. 1992, ISBN 3-85218-087-2.
- Jüdisches Leben im historischen Tirol. Von den Anfängen bis zu den Kultusgemeinden in Ems, Innsbruck und Meran. Haymon Verlag, Innsbruck 2013, ISBN 978-3-85218-692-4.
- Luftkrieg über der Alpenfestung 1943–1945. Der Gau Tirol-Vorarlberg und die Operationszone Alpenvorland. Universitätsverlag Wagner, Innsbruck 2014, ISBN 978-3-7030-0842-9.
- Die Täter des Judenpogroms 1938 in Innsbruck. Haymon Verlag, Innsbruck 2016, ISBN 978-3-7099-7242-7.